# Амилкар Кабрал
Амилкар Лопеш Кабрал (на португалски: Amílcar Lopes Cabral) е африкански марксистки политик, писател и революционер, борил се за независимостта на Гвинея-Бисау и Кабо Верде.
Амилкар Кабрал е роден през 1924 в Португалска Гвинея. Учи в португалска гимназия в Кабо Верде, а после е студент в Висшия институт по агрономия в Лисабон. След като приключва образованието си, през 1950-те Кабрал се завръща в Африка, където сформира няколко националноосвободителни движения. Такива са Африканска партия за независимост на Гвинея и Кабо Верде (Partido Africano da Independência da Guiné e Cabo Verde, PAIGC) и Народно движение за освобождение на Ангола (Movimento Popular Libertação de Angola) в сътрудничество с Агостиньо Нето.
През 1963 година той повежда анти-колониалното партизанско движение на PAIGC. В хода на партизанските действия Кабрал успява да освободи значителни части от Гвинея-Бисау, превръщайки се в де факто държавен ръководител. Още преди началото на бойните действия обаче той успява да убеди всички племенни вождове да подкрепят борбата за освобождение, както и да осигури обучение на войниците си в Гана. Като агроном, той наставлява войниците си да обучават в ефективни земеделски техники селяните, което увеличава продуктивността на селското стопанство. Войници на PAIGC често са обработвали земята заедно с местните. Техниките му остават спорни, тъй като донякъде се постига желания ефект пре бататите, но при оридовите полета ефекта е минимален (по-късно се налага договарянето на работници от Китай, които разработват оризовите полета в подножието на Контакийските планини).
Освен това PAIGC организира търговска пазарна система, която осигурява на хората хранителни стоки на цени, значително по-ниски от определените от колониалните власти. Партизанското движение осигурява и медицинска помощ на населението с доставки от Швеция и СССР. Всички тези действия повишават неимоверно популярността както на PAIGC, така и на самия Амилкар Кабрал.
През 1972 година под негово ръководство започва да се оформя народно събрание като част от подготовката за нова и независима африканска нация, но на следващата година Кабрал е застрелян от свой противник. Няколко месеца след смъртта му Гвинея-Бисау получава своята независимост, а неговият полубрат Луиш Кабрал се превръща в първия държавен ръководител на новообразуваната страна.